# Svensk litteratur

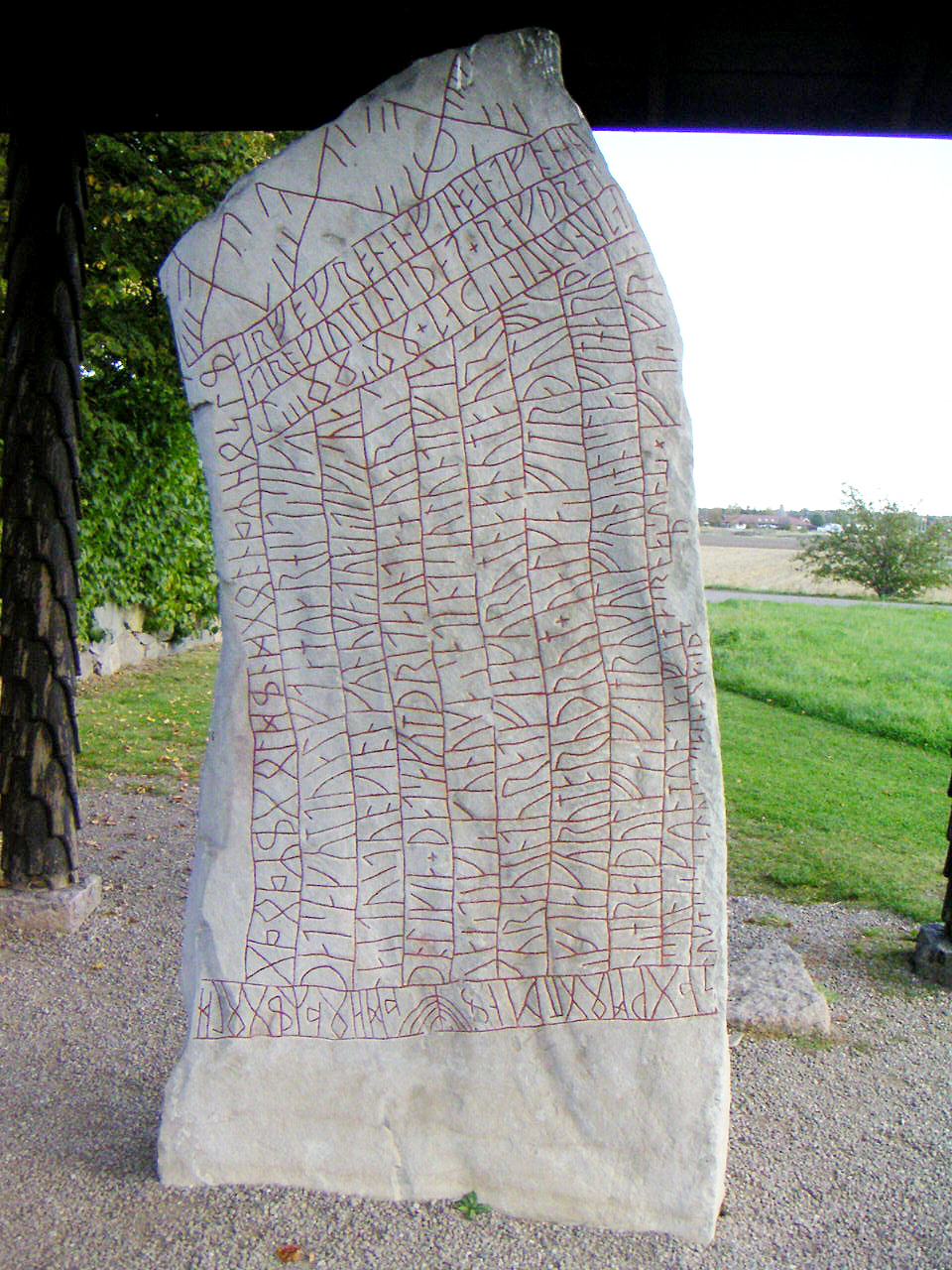
Rökstenen i Östergötland är världens längsta runinskrift och berättar en saga om kungar.

Svensk litteratur omfattar all litteratur som nedtecknats på det svenska språket, således även bland annat åländsk och finlandssvensk litteratur.

## Historik

### Urnordisk och runsvensk tid
Den svenska litteraturens historia bebådas av runstenarna och är författad på urnordiska och senare språkvarianter. Texterna på runstenarna är emellertid ofta kortfattade, med vissa lysande undantag; i synnerhet anses den långa inskriften på Rökstenen vara ett verkligt litterärt verk, skapat i syfte att bevara ett stycke fornnordisk mytologi – ”den svenska forntidens stora litterära minnesmärke”. Av denna anledning brukar Rökstenen få beteckna början på den svenska litteraturhistorien.
Om Rökstenen är Sveriges enda betydande motsvarighet till den västnordiska mytologiska poesin och prosan kan Gripsholmsstenen sägas vara den runsvenska litteraturens enda estetiskt högtstående motsvarighet till den västnordiska skaldepoesin med historiskt ämne. TIll skillnad från andra poetiskt utformade runinskrifter, som berättar om okända personer på konstlös vers, berättar Gripsholmsstenen om en känd historisk händelse på sex konstfulla fornyrdislagrader.

### Medeltiden

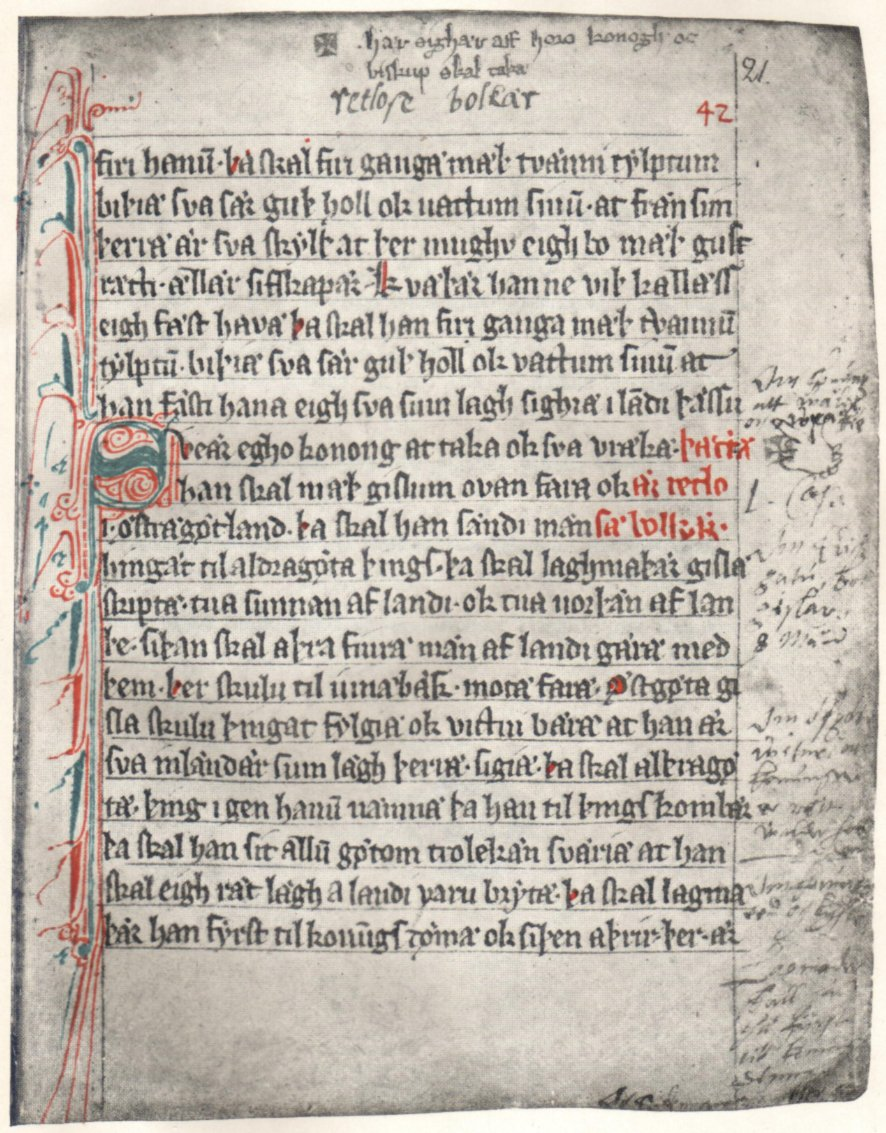
Äldre Västgötalagen nedtecknades ca 1220 av Eskil Magnusson.

De äldsta texterna på svenska utgörs av de medeltida landskapslagarna som nedtecknades under 1200-talet och början av 1300-talet. Dessa lagar skrevs på en mycket gammal form, men deras huvudsakliga innehåll återspeglade i allmänhet feodala lagar som importerats söderifrån. Till exempel kom stora delar av Upplandslagen till genom Birger Perssons försorg.
Texterna i lagarna fick sin prägel av de lagmän som muntligen framförde dem inför landskapstingen. Meningsbyggnaden består nästan uteslutande av huvudsatser och språket är enkelt hållet. Däremot förekommer ofta episkt tretal och allitterationer. Texterna i lagarna innehåller få juridiska definitioner av den sorten som vi idag gärna associerar med lagar. Istället förklaras lagarna med ofta dramatiska berättelser från den medeltida vardagen som ibland kunde rymma mycket kärv humor. Landskapslagarna utgör därför viktiga kulturhistoriska dokument och kan bitvis än idag läsas som ren litteratur.
Från medeltiden finns sparsamt med litteratur bevarad. Nästan all litteratur som skrevs under den tid var av religiös art och författades på latin. De verk som författades på svenska var i allmänhet översättningar av utländska original, till exempel riddarvisor som Eufemiavisorna, tre dikter från 1300-talet skrivna på knittel.
Heliga Birgittas kloster i Vadstena var ett kulturcentrum vid denna tid. Birgitta var framför allt en av sin tids mest betydande religiösa personligheter och medlem av en av Sveriges rikaste släkter, men hennes visionära och personliga stil, med beskrivande bilder från naturen och den tidens vardag, gjorde henne till en verklig författare. Hon dikterade visserligen sina Himmelska uppenbarelser på svenska men de antecknades sedan på latin. Hennes texter handlade, förutom religiösa uppenbarelser, även om samtidens moraliska förfall, om politiska motsättningar och om hennes program för att reformera kyrkan.
Sveriges äldsta historiska källskrift är Erikskrönikan, ett beställningsverk författat på knittel. Det är förmodligen också det äldsta kända exemplet på svensk propaganda.
Vid hoven framfördes under medeltiden berättande visor som ackompanjemang till ringdans och långdans. En försångare framförde texten och alla närvarande stämde in i omkvädet. Dessa ballader förlorade sin popularitet hos adeln men kom att leva kvar bland bönderna. Det finns drygt 200 kända svenska ballader varav de äldsta tros härstamma från 1300- och 1400-talen. Deras förebilder tros vara franska och man har antagit att de importerats till Sverige via Danmark.
Medeltidsballaderna är ibland naturmytiska och beskriver hur Näckens makt besegras (Harpans kraft) eller hur andra övernaturliga väsen segrar (Herr Olof och älvorna). De så kallade riddarvisorna skildrar istället i allmänhet tragiska kärlekshistorier ur adelns liv (till exempel Ebbe Skammelsson). Populära kristna motiv förekom också som i till exempel Staffan stalledräng och Liten Karin. Under slutet av medeltiden kunde även historiska motiv som Slaget vid Lena förekomma och skämtvisor som inte härstammade från hoven, som Skämtan om abbotar från 1400-talet och Bakvända visan blev vanligare.
Genom den muntliga tradition som balladerna verkade genom fick berättelserna en form där assonans och alitteration var vanlig. Visorna byggdes upp av två- eller fyraradiga strofer och använde sig ofta av olika former av upprepningar: episkt tretal, parallellism och anafor. Person- och miljöbeskrivningarna är vanligen knapphändiga och stiliserade och det vanliga är en allvetande berättare.
Bland de få dikter från sen medeltid som inte är ballader men som alltjämt är levande litteratur märks Biskop Thomas frihetsvisa och Gamble man.

### Vasa- ochstormaktstiden

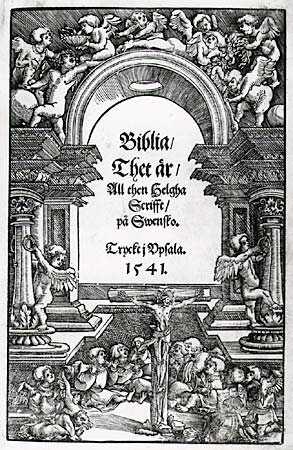
Gustav Vasas bibel.

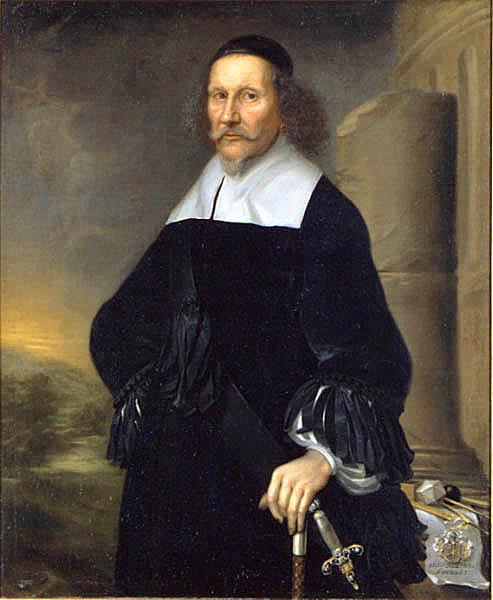
Georg Stiernhielm har kallas "den svenska skaldekonstens fader".

Den första svenska översättningen av Bibeln kom under Gustav Vasas regeringstid; Nya testamentet år 1526 och hela Bibeln 1541, se Gustav Vasas bibel samt Olaus Petri. Språket i översättningen spreds snabbt och blev mycket inflytelserikt, även om stavningen inte var normerad och därför varierade väldigt mycket, och det tyska ordförrådet dominerade starkt.
Typisk renässanslitteratur på svenska uppträdde inte förrän på 1600-talet. Under mitten av 1600-talet skedde tre viktiga händelser: 1665–1668 publicerades den första romanen på svenska, Stratonice av Urban Hiärne. Det sistnämnda året trycktes Georg Stiernhielms diktsamling Musæ Suethizantes, som var det första diktsamlingen av större betydelse skriven på svenska, och vilket var orsaken till att han kallas "den svenska skaldekonstens fader". Samtida med dessa var Lars Wivallius, som författade folkvisor och tillfällighetsdikter. Detta erövrande av litteraturen på svenska språket var en avgörande politisk händelse. Andra viktiga författare under epoken var Skogekär Bergbo, Samuel Columbus, och Lasse Lucidor.
Sakprosans främste representant under tiden är Olof Rudbeck d.ä., som med sin säregna Atlantica kom att popularisera den storsvenska göticism som kännetecknar den från stormaktstiden konstruerade nationella självbilden.
Bortsett från den rena konstprosan och poesin i humanismens och renässansens anda, förekom två viktigare genrer: hyllningsdikter och andlig litteratur. Haquin Spegel författade flera psalmer och epos med bibliska motiv i Miltons efterföljd; även Johannes Paulinus Lillienstedt, Carl Johan Lohman och Jacob Frese förtjänar nämnas med anledning av den senare genren. Några framstående hyllningsskalder var Gunno Eurelius Dahlstierna, Torsten Rudeen och Israel Holmström.
Sophia Elisabet Brenner från epoken, var den första betydande kvinnliga skalden.

### Frihetstid och gustaviansk tid

Hedvig Charlotta Nordenflycht.

En viktig reform infördes med Tryckfrihetsförordningen. En betydelsefull tidskrift var Olof von Dalins Then Swänska Argus, efter utländskt mönster. Carl von Linné framstod med sina reseskildringar som frihetstidens främsta prosakonstnär jämte Dalin.
Hedvig Charlotta Nordenflycht anses vara en av 1700-talets främsta diktare. Tillsammans med bland andra Gustaf Filip Creutz och Gustaf Fredrik Gyllenborg bildade hon den så kallade Tankebyggarorden.
Frihetstiden avslutades genom den gustavianska statskuppen, men denna utgjorde knappast något hinder för fortsatt litterär utveckling. Gustav III främjade kultur på många sätt, bland annat genom att inrätta Svenska Akademien där Johan Henric Kellgren blev en av de först utsedda ledamöterna. Upplysningen spelade en central roll för tidens litteratur och Kellgren var en av dess främsta förespråkare. Efter Kellgrens död fortsatte Carl Gustaf af Leopold försvaret av upplysningsidéerna. En annan betydande och Kellgren närstående diktare var Anna Maria Lenngren.
Thomas Thorild lade fram radikalt nya åsikter om poesi och litteraturkritik i polemik mot Kellgrens traditionella, klassicistiska syn och var jämte Bengt Lidner och Franz Michael Franzén en föregångare för romantiken.
Den av tidens författare som överlevt bäst till idag är dock Carl Michael Bellman, vars parodierande blandningar av bibelspråk eller liknelser med antika gudar kontrasterar mot sångernas huvudpersoner, en samling suputar och horor.

### Romantiken

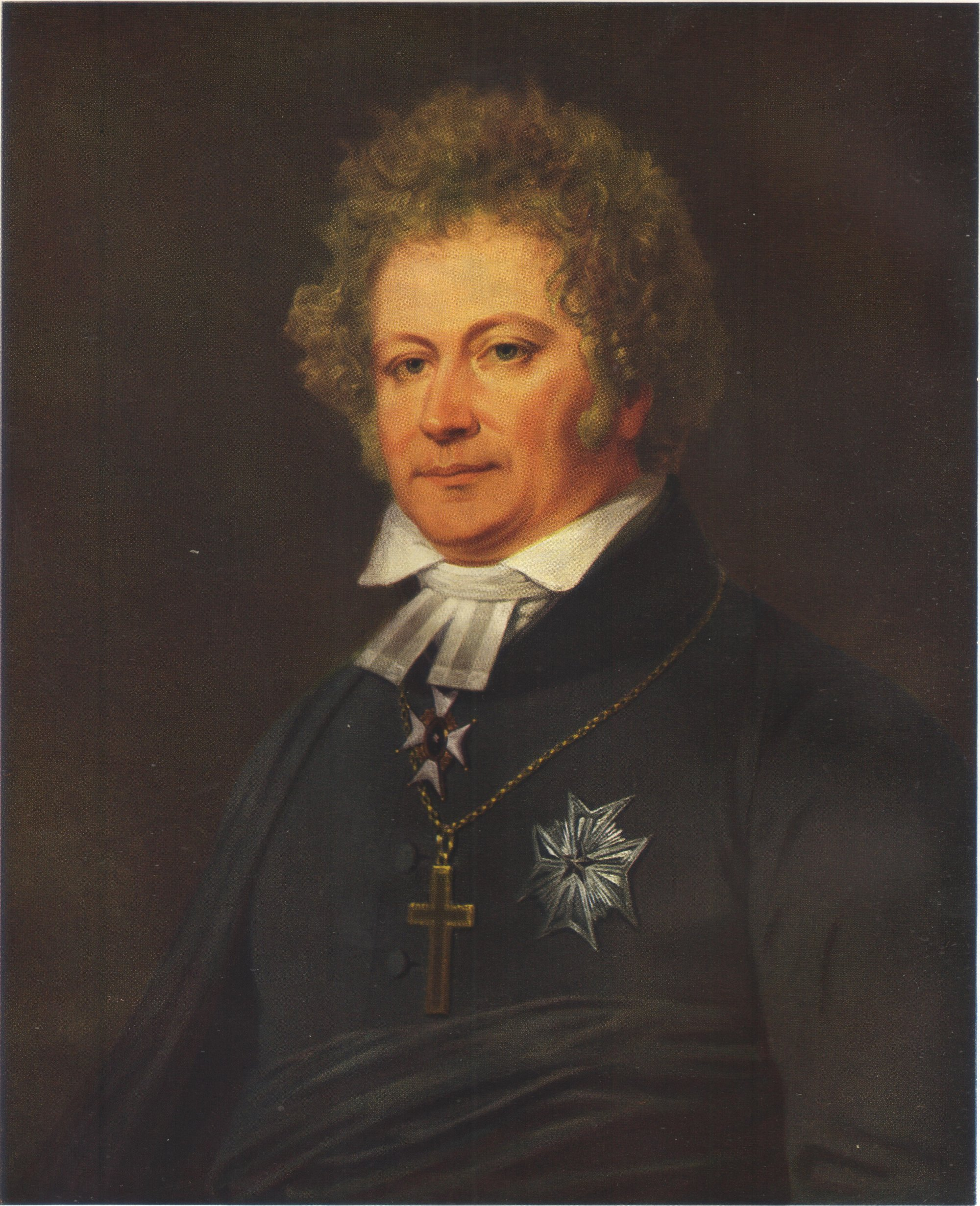
Skalden Esaias Tegnér porträtterad av Johan Gustaf Sandberg, ca 1826

Den svenska romantiken (tidigare något missvisande benämnd som nyromantik) utgick i hög grad från Auroraförbundet, grundat 1807, och dess tidskrift Phosphoros, som gavs ut 1810–1813. Till de drivande hörde P.D.A. Atterbom, starkt influerad av Friedrich von Schellings filosofi. Mindre berömda under sin samtid, men postumt uppvärderade är Erik Johan Stagnelius och Clas Livijn. 
Motsättningen mellan företrädarna för romantiken, den så kallade Nya skolan, och de som representerade en tidigare litteratursyn (Gamla skolan) präglades av ett starkt polemisk tonläge. En mer nationalromantisk inriktning stod Götiska förbundet för, med Esaias Tegnér och Erik Gustaf Geijer som de idag mest kända medlemmarna. Johan Olof Wallin förnyade psalmdiktningen. Fredrik Cederborgh var en tidig pionjär för den realistiska romanen.
Ett centralt författarskap i den svenska romantiken är Carl Jonas Love Almqvist, vars stora romanprojekt Törnrosens bok är det mest ambitiösa svenska försöket att förverkliga Novalis' ideal om universalpoesi. Samtidigt var Almqvist genom romanen Det går an (som infogades inom ramen för Törnrosens bok) och andra prosatexter banbrytande för den litterära realismen.
I Finland kom Johan Ludvig Runeberg med Fänrik Ståls sägner att skapa ett finskt nationalepos kring händelserna under Finska kriget.

### Romanens genombrott
På 1830-talet fick romanen ett brett genombrott som konstart efter att tidigare ha intagit en undanskymd position. Romanen skildrade oftast borgerlig realism. Pionjär var Fredrika Bremer som blev en av sin tids mest uppburna författare. Framgångsrika efterföljare vid seklets mitt var Emilie Flygare-Carlén och Sophie von Knorring. August Blanche skrev populära folklivsskildringar i livfullt skildrade Stockholmsmiljöer. En av samtidens främsta romanförfattare var Viktor Rydberg med verk som Den siste athenaren (1859) och Singoalla (1865).

### Det moderna genombrottet,realismochnaturalism
August Strindberg dominerade den svenska litteraturscenen från 1880-talet och fram till sin död, och var en av de första att introducera den litterära naturalismen i Sverige.[källa behövs] Med den satiriska romanen Röda rummet (1879) inledde han en ny epok i svensk litteratur. Oscar Levertin intog en central position både som kritiker och skönlitterär författare. Victoria Benedictsson var en framstående prosaförfattare. Ola Hansson introducerade naturalismen inom lyriken.

### Nittiotalet,fin de siècle, sekelskiftespoesi

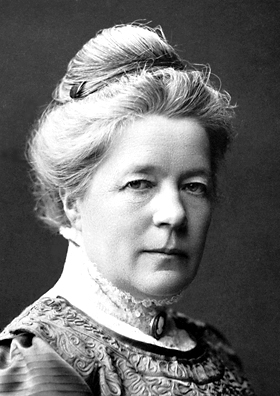
Selma Lagerlöf tog emot Nobelpriset i litteratur år 1909.

I januari 1888 tog en ung Verner von Heidenstam kontakt med Albert Bonnier och överlämnade ett manuskript med dikter som han hade arbetat med i drygt tio år. På våren 1888 publicerades Heidenstams debut Vallfart och vandringsår. Debuten innebar ett brott med naturalismen och realismen och istället skrev Heidenstam om romantik, individualism och sensualism. Att en ny litterär epok i Sverige hade inletts stod klart med Gustaf Frödings debutbok Guitarr och dragharmonika 1891. Erik Axel Karlfelt hade liksom Fröding en dubbel förankring i folklig och lärd kultur och hämtade inspiration ur sin hembygd och ur naturupplevelser.
Selma Lagerlöf (1858–1940) debuterade år 1891 med Gösta Berlings saga. Med denna roman förnyade hon den svenska berättarkonsten på samma sätt som Heidenstam förnyat lyriken. Lagerlöf betraktas som den mest genuina berättarbegåvningen i sin generation och blev framför allt genom sina sagoberättelser och legender även ett stort namn internationellt. Hjalmar Söderberg blev med sina impressionistiska Stockholmsskildringar och sin melankoliska illusionslöshet en av de främsta representanterna för dekadenslitteraturen. En liknande livsattityd av pessimistisk skepsis uppvisade Bo Bergman. Per Hallström var en framstående novellist. Anders Österling blev en av det nya seklets mest uppmärksammade unga diktare.
Till symbolismens främsta representanter inom lyriken omkring sekelskiftet räknas Vilhelm Ekelund som efter att inledningsvis ha framstått som en skånsk provinsiallyriker blev något av en portalgestalt för 1900-talets modernistiska poeter.
År 1901 utdelades Nobelpriset i litteratur för första gången.

## 1900-talets litteratur

### Tiotalism
Tiotalsförfattarna med John Landquist som en viktig tongivare bröt med sekelskiftspessimismen och lade större vikt vid vilja, handling och samhällsansvar. Dominerande var den borgerliga realismen med betydande prosaister som Hjalmar Bergman, Gustaf Hellström, Sigfrid Siewertz och samhällsvisionären Ludvig Nordström. Kvinnofrågorna lyftes fram av Elin Wägner och Marika Stiernstedt. Lyrikens ledande namn var Karl Asplund, Gunnar Mascoll Silfverstolpe och Sten Selander.
Bland tiotalsförfattarna fanns även Martin Koch och Gustav Hedenvind-Eriksson som blev pionjärer för den proletära arbetarlitteraturen samt Dan Andersson som blev en mycket uppskattad diktare.

### Modernism

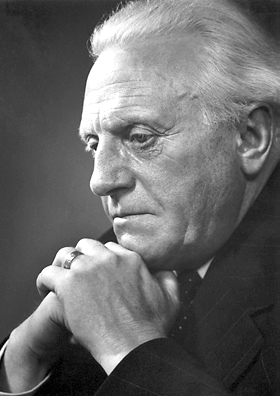
Pär Lagerkvist.

Den svenska lyriken påverkades starkt av modernismen; dess form övergav alla versmått och blev experimentellt oregelbunden. Modernismen introducerades av de finlandssvenska diktarna Gunnar Björling, Elmer Diktonius och Edith Södergran och av Pär Lagerkvist.
Pär Lagerkvist var en viktig föregångare till modernismen med sin lyrik och prosa. 1913 utgav han den modernistiska programskriften Ordkonst och bildkonst och 1916 kom Ångest som väckte uppseende för sitt nyskapande och expressionistiska bildspråk. Han skrev även den självbiografiska romanen Gäst hos verkligheten som berättar om barndomshemmet i stationshuset i Växjö.
Gunnar Ekelöf var den förste surrealisten i svensk litteratur med sent på jorden (1932) och utvecklade senare en tankepoesi med inslag av mystik i verk som Färjesång (1941). Artur Lundkvist debuterade med den modernistiska diktsamlingen Glöd (1928) och blev en av de mest tongivande författarna i sin generation. Harry Martinson framträdde som en nyskapande språkkonstnär med sin fria vers och skrev senare det modernistiska verseposet Aniara (1956).

### Arbetarlitteratur

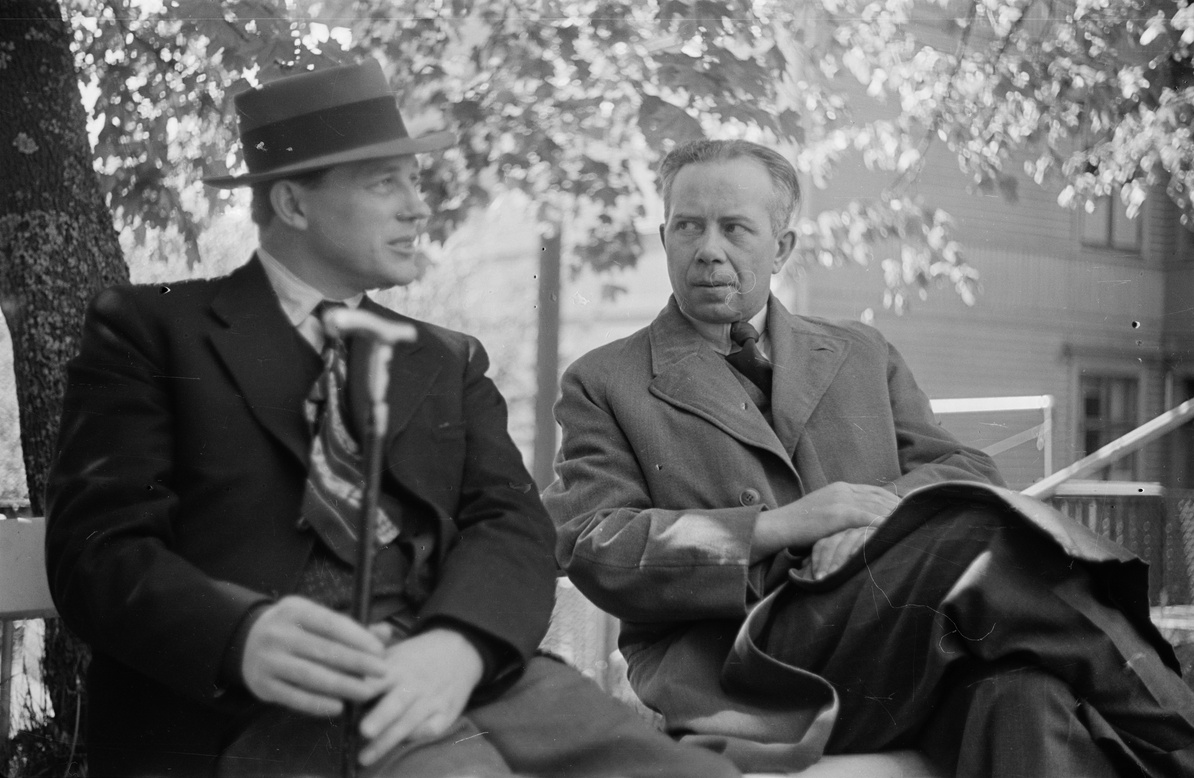
Harry Martinson och Ivar Lo-Johansson.

Svensk 1900-talslitteratur utmärker sig genom den stora mängden litteratur som skildrar de lägre samhällsklasserna, framför allt inom jordbruket. Många av de svenska arbetarförfattarna var autodidakter. Pionjärer för arbetarlitteraturen fanns redan på 1910-talet med författare som Martin Koch och Gustav Hedenvind-Eriksson men det stora genombrottet kom på 1930-talet med bland andra Eyvind Johnson, Jan Fridegård, Ivar Lo-Johansson, Harry Martinson, Moa Martinson och Vilhelm Moberg. Antologin och författargruppen Fem unga med bland andra Artur Lundkvist och Harry Martinson spelade en viktig roll för både arbetarlitteraturens och modernismens genombrott. Statarskolan blev politiskt sprängstoff.
Den självbiografiska romanen blev en vanlig genre bland arbetarförfattarna med verk som Eyvind Johnsons Romanen om Olof och Harry Martinsons barndomsskildring Nässlorna blomma. Jan Fridegård uppmärksammades för Lars Hård-böckerna och Ivar Lo-Johansson gav röst åt statarna i romanen Godnatt, jord och novellsviten Statarna. Tillsammans med Moa Martinson representerade de den så kallade statarskolan.
Vilhelm Moberg fick sitt genombrott med Raskens och skrev senare de fyra romanerna i Utvandrarserien. Många av hans romaner utspelar sig i bondemiljö och ofta i historisk tid. Den mycket lästa romanen Rid i natt! från 1941 skildrar ett bondeuppror i Småland på 1600-talet men var i själva verket en skarp protest mot nazismen.
Josef Kjellgren och Rudolf Värnlund skrev kollektivromaner i proletära miljöer som Människor kring en bro (1935) och Man bygger ett hus (1938).

### Borgerlig och folklig litteratur
Under mellankrigstiden skildrade också författare av borgerlig bakgrund individens och samhällets kriser, bland andra lyriker som Karin Boye, Hjalmar Gullberg, Johannes Edfelt och Bertil Malmberg och prosaister som Agnes von Krusenstjerna och Olle Hedberg. Fritiof Nilsson Piraten bildade något av en egen genre med sina burleska berättelser.
Karin Boye (1900–1941) var en av mellankrigstidens mest betydande lyriker. Hon intresserade sig tidigt för psykoanalysen och hennes dikter gestaltar ofta konflikter i personligheten: mellan viljan att leva moraliskt, tvånget att leva ut sina begär och längtan efter död och befrielse. Karin Boye skrev också framtidsromanen Kallocain 1940.
Nils Ferlin och Birger Sjöberg representerade en mer folkkär diktning. Nils Ferlin (1898–1961) arbetade som revymakare och kuplettskrivare innan han 1930 debuterade med samlingen En döddansares visor. Hans dikter är ofta sarkastiska och driver med moralister, karriärister och fantasilösa dumbommar. Birger Sjöberg blev känd för den idylliska Fridas bok och romanen Kvartetten som sprängdes men gav även ut den modernistiskt nyskapande diktsamlingen Kriser och kransar (1926).

### Fyrtiotalism
1940-talets författare med poeter som Erik Lindegren, Karl Vennberg och Werner Aspenström och prosaister som Stig Dagerman verkade i skuggan av andra världskriget och tog upp existentiella frågeställningar. Modernismen tog sig nu också alltmer avancerade uttryck som Lindegrens diktverk mannen utan väg och Gösta Oswalds experimentella roman Rondo. Den amerikanska hårdkokta skolan introducerades av Thorsten Jonsson. Betydande romanförfattare var Lars Ahlin och Sivar Arnér.
Stig Dagerman (1923–1954) var en av de mest uppmärksammade företrädarna för fyrtiotalismen och väckte under sitt korta liv uppseende med romaner som Ormen, De dömdas ö och Bränt barn samt noveller, dagsverser och dramer. I den flera gånger omtryckta reportageboken Tysk höst ger han en tidsbild från Tyskland strax efter andra världskriget.

### Senare litteratur
1950-talets författare vände sig emot fyrtiotalismens pessimism och polemik till ett mer inåtvänt och subjektivt uttryck. Betydande lyriker var Tomas Tranströmer och Östen Sjöstrand. Lars Forssell och Bo Setterlind skrev en mer vardagsnära och visartad poesi. Prosaister som Lars Gyllensten och Birgitta Trotzig ägnade sig åt existentiell problematik, den förre med krav på trolöshet mot alla ideologier.
På 1960- och 1970-talen ökade den politiska aktivismen i samhället och litteraturen, och dokumentärromanen fick en framträdande roll. Jan Myrdal införde konceptet rapportbok, och P C Jersild skildrade forskning, sjukvård och byråkrati. Sven Lindqvist skrev reseskildringar från Indien och Kina. Andra uppmärksammade författare var Sven Delblanc, Kerstin Ekman, Per Olov Enquist, Sara Lidman, Per Olof Sundman och Göran Tunström. Per Anders Fogelström blev en av de mest lästa och folkkära berättarna med sin Stadserien. Inom lyriken märktes bland andra Göran Sonnevi, Tobias Berggren och Gunnar Harding. Ett nytt inslag i den svenska litteraturen var immigrantförfattare som tillgodogjort sig det svenska språket och etablerade sig i den samtida litteraturen, Greklandsfödde Theodor Kallifatides var den mest framgångsrike av dem.
På 1980-talet fick publiktillvända prosaister som Torgny Lindgren och Klas Östergren sina stora genombrott med romaner som Ormens väg på hälleberget och Gentlemen samtidigt som den unga lyriken med Katarina Frostenson och Ann Jäderlund karaktäriserades av en exklusiv språklig medvetenhet. Kristina Lugn blev en mer folkkär poet. Postmodernismen introducerades av tidskriften Kris med bland andra Stig Larsson i redaktionen. Lars Norén blev även internationellt ett stort namn med sin dramatik.

## Deckarlitteratur

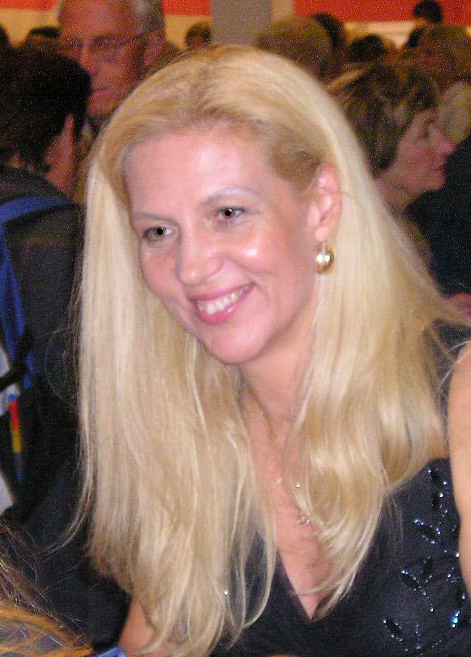
Liza Marklund.

Stieg Trenter blev med romaner som Farlig fåfänga (1944) och I dag röd... (1945) den store pionjären för den svenska detektivromanen. Trenters romaner karaktäriseras av atmosfärrika Stockholmsskildringar, slagfärdiga repliker och mystifierande, successivt upprullade intriger.
De stora stilbildarna för senare svensk kriminallitteratur är Sjöwall Wahlöö som på 1960- och 1970-talen införde en kritisk samhällsskildring vid sidan av kriminalgåtorna i sina romaner. De har liksom senare deckarförfattare som Henning Mankell, Liza Marklund, Håkan Nesser, Stieg Larsson, Leif G.W. Persson och Camilla Läckberg haft stora framgångar utomlands.

## Barn- och ungdomslitteratur
Den svenska barn- och ungdomslitteraturen spänner från kärv socialrealism till fantastiska sagoberättelser. Ett av de första stora namnen inom svenska barnsagor var Elsa Beskow. Den stora folkbildaren var Selma Lagerlöf som med sin Nils Holgerssons underbara resa genom Sverige undervisade barn i Sveriges geografi.
Under andra halvan av 1900-talet nådde Astrid Lindgren stora internationella framgångar med sina barnböcker om till exempel Pippi Långstrump, Emil i Lönneberga, Madicken och Ronja Rövardotter.
Finlandssvenskan Tove Jansson har byggt upp ett fiktivt universum med sina mumintroll som också har fått internationell berömmelse. På den svenska horisonten har författare som Anders Jacobsson och Sören Olsson under 1980- och 90-talen rönt stora framgångar med framför allt bokserierna om Sune och Bert, men står även bakom berättelser som Tuva-Lisa och Emanuel.

## Trubadurer och vispoeter
Evert Taube var verksam som visdiktare under en stor del av 1900-talet. Birger Sjöberg blev populär för sina Fridas visor. På 1960-talet framträdde Cornelis Vreeswijk som en efterföljare till Carl Michael Bellman. Olle Adolphson och Fred Åkerström var ett par andra visdiktare.
Visförfattandet behandlar ofta kärlek eller naturens skönhet. Den har ibland inslag nationalromantik eller satir.

## Fack- och referenslitteratur
Svenska akademins ordbok är ett etymologiskt uppslagsverk över det svenska språket som ges ut av Svenska Akademien. Arbetet med det började 1786. Svenska akademins ordlista är en koncentrerad ordbok utan ordförklaringar i ett band. Första upplagan kom 1874 och den senaste 2006. Ordlistan är ett rättesnöre för god svenska. Ett antal större fack- och referensverk har skrivits på svenska. Nordisk Familjebok började publiceras 1876. 1989 började uppslagsverket Nationalencyklopedin att publiceras.
Boken om San Michele av Axel Munthe har påståtts vara 1900-talets mest spridda bok av en svensk författare. Den har getts ut i fler upplagor och i fler länder än både Nils Holgerssons underbara resa genom Sverige och böckerna om Pippi Långstrump.

## Dramatik

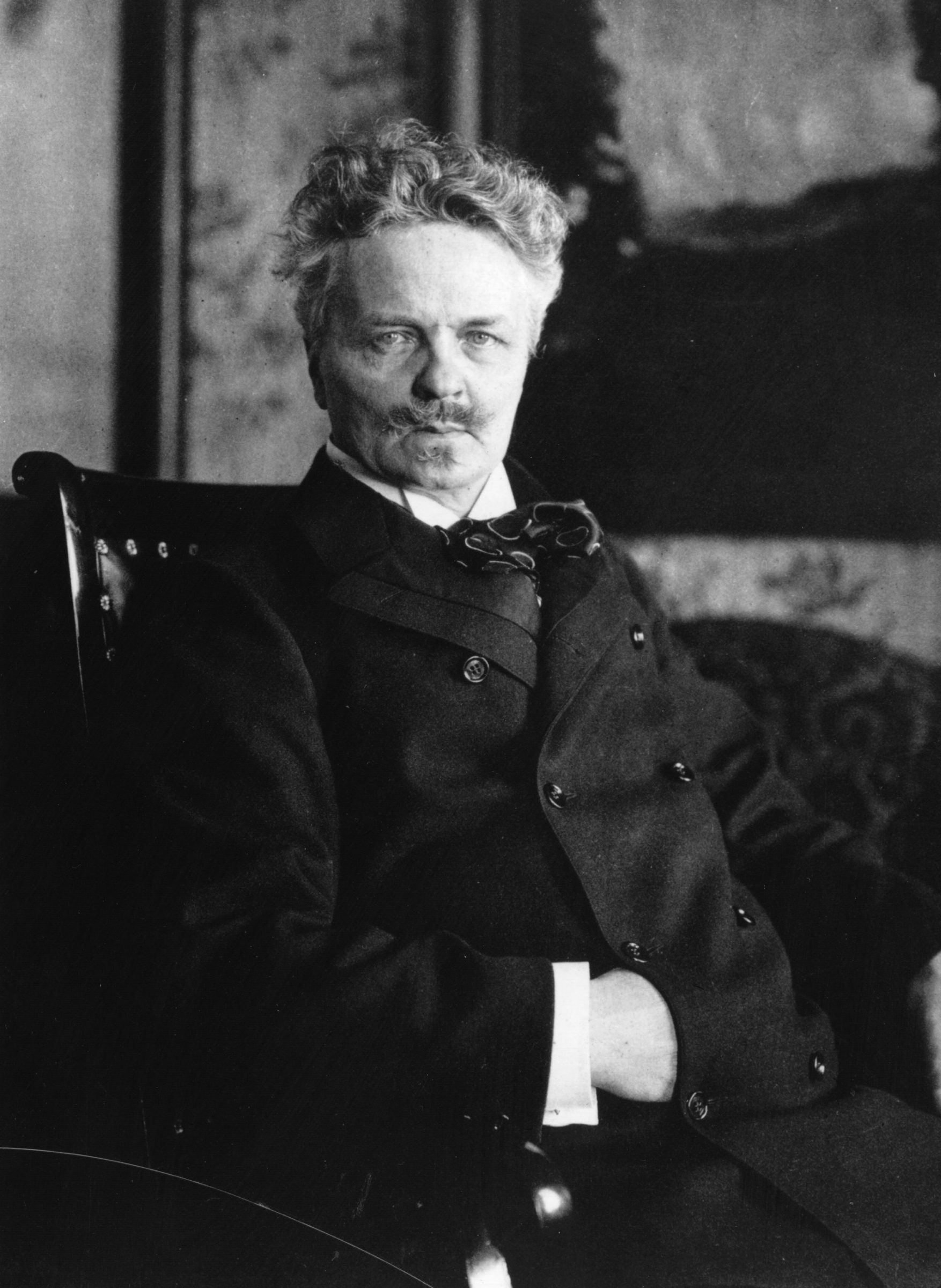
August Strindberg

Den internationellt mest kända svenska dramatikern är August Strindberg. Mäster Olof, Fröken Julie och Ett drömspel är några av hans mest kända dramer.
I vår samtid har Lars Norén blivit ett stort namn. Per Olov Enquist har uppmärksammats internationellt med bland annat Tribadernas natt. Bengt Ahlfors är ett stort namn i Svenskfinland.[källa behövs]
Några typiskt svenska former av lättare dramatik är spex och revy.

## Läsarna
Enligt en beräkning baserad på bokförsäljning och boklån fanns det 10 000 regelbundna läsare i Sverige omkring år 1800, vilket motsvarade 0,3 procent av hela befolkningen. Ett hinder för spridning av litteraturen var det höga priset på böcker: Gleerups bokhandel i Lund tog 1828 1 riksdaler och 24 skilling för ett exemplar av Tegnérs Frithiofs saga, vilket motsvarar 1 800 kronor i 2004 års penningvärde. 1817 kostade ett exemplar av Cederborghs Ottar Tralling 1 riksdaler banco. Enligt uppgift från Svenska bokförläggareföreningen fanns det 1844 61 försäljningsställen för böcker, varav 22 bokhandlare.
De flesta som läste böcker vid 1800-talets början lånade böcker, framför allt från kommersiella lånebibliotek. 1833 startade förläggaren Lars Johan Hierta Läsebibliothek av den nyaste utländska litteraturen där det ingick romaner av utländska författare som Fennimore Cooper, George Sand (Aurore Dudevant) och Walter Scott. Genom ny teknik kunde priset hållas lågt, 8 skilling per häfte. Genom Hiertas läsebibliotek uppkom efterfrågan även på svenska författares verk som kunde försörja sig på sitt skrivande.